# Добсон, Ноа
Ноа Добсон (англ. Noah Dobson; род. 7 января 2000, Саммерсайд, Остров Принца Эдуарда) — канадский профессиональный хоккеист, защитник клуба национальной хоккейной лиги «Монреаль Канадиенс» . Член сборной Канады по хоккею с шайбой.

## Клубная карьера

### Молодёжный уровень
В 2014 году Добсон уехал из дома, чтобы поступить в школу в Ленноксвилле, куда его пригласили в хоккейную команду. В 2015 году был принят в академию «Ред Булл Зальцбург» в Австрии, где провёл целый сезон.
Добсон был выбран в первом раунде под общим шестым номером на драфте QMJHL 2016 года командой «Акади-Батерст Титан». В составе этой команды провёл три сезона.

### Взрослый уровень
22 июня 2018 года Добсон был выбран под общим 12-м номером командой «Нью-Йорк Айлендерс» на драфте НХЛ 2018 года. 13 августа «Айлендерс» подписали с Добсоном трёхлетний контракт начального уровня.
В сезоне 2018/2019 годов Добсон был выбран капитаном команды «Акади-Батерст Титан». Набрав 16 очков в 28 играх за «Титанов», Добсон был обменян в «Руан-Норанда Хаскис».
2 октября 2019 года Добсон официально вошёл в состав «Айлендерс» на сезон 2019/2020 годов. Первый матч Добсона в НХЛ состоялся 8 октября 2019 года против «Эдмонтон Ойлерз», где он заработал своё первое очко, отдав голевую передачу Мэтту Мартину. 14 января 2020 года в своей 18-й игре в НХЛ Добсон забил свой первый гол в НХЛ в ворота Кэлвина Пикарда из «Детройт Ред Уингз».
В сезоне 2021/2022 годов Добсон набрал 51 очко, забив 13 голов в 80 сыгранных матчах. 22 августа 2022 года Добсон подписал с «Айлендерс» трёхлетний контракт.
9 апреля 2024 года в сезоне 2023/2024 годов Добсон стал вторым защитником в истории «Айлендерс», сделавшим не менее 60 результативных передач за один сезон. Завершил сезон с 70 очками, став первым защитником «Айлендерс», достигшим этого показателя после Дениса Потвена в сезоне 1983/1984 годов.

## Карьера в сборной
С 2016 года Ноа вызывался в различные молодёжные и юношеские сборные. В 2017 году в составе Канады выиграл турнир Ивана Глинки. В 2019 году принял участие в молодёжном чемпионате мира, на котором канадцы стали только шестыми.
В 2025 году Ноа Добсон был включен в состав первой сборной для участия в чемпионате мира, который проходил в Швеции и Дании. В первом же поединке стал автором забитой шайбы в ворота Словении.